# Груев, Илия (футболист, 1969)
Илия Христов Груев (болг. Илия Христов Груев; род. 30 октября 1969, София, Болгария) — болгарский футболист и тренер. Играл с позиции полузащитника в болгарских клубах «Левски» (до 1989 года клуб носил название «Витоша»), «Локомотив» в Софии, «Монтана», «Нефтохимик» в Бургосе, германских клубах «Дуйсбург», «Юрдинген 05», «Рот-Вайсс» в Эрфурте и турецком клубе «Алтай» в Измире. С 1997 по 1999 год выступал за сборную Болгарии по футболу. Завершив карьеру игрока 1 июля 2006 года, был помощником тренера национальной сборной и ряда болгарских, хорватских и германских клубов. В 2015—2018 годах был главным тренером клуба «Дуйсбург».

## Клубная карьера
В 1988—1991 годах выступал за клуб «Левски», сыграв в 53 матчах и не забив ни одного гола. В 1992—1993 и 1994—1995 годах играл за клуб «Алтай» в Измире, в общей сложности сыграв в 57 матчах и забив 6 голов. В 1993—1994 годах выступал в составе клуба «Локомотив» в Софии; сыграл в 17 матчах и забил 4 гола. В 1995—1996 годах сыграл в 12 матчах за клуб «Монтана», не забив ни одного гола. В 1996—2000 годах выступал в составе клуба «Нефтохимик» в Бургосе; сыграл в 141 матче и	забил 35 голов.
В 2000 году перешёл в клуб «Дуйсбург», в котором выступал до 2004 года, сыграв в 80 матчах и забив 11 голов. В 2004—2005 годах выступал за клуб «Юрдинген 05» и в 30	матчах забил 5 голов. В 2005—2006 годах был игроком клуба «Рот-Вайсс» в Эрфурте; сыграл в 18 матчах и забил всего 1 гол.

## Международная карьера
Провёл 13 матчей за сборную Болгарии, забив один гол 11 октября 1997 года, в выездной игре, окончившейся поражением со счётом 2:4 в отборочном матче чемпионата мира 1998 года против сборной России.

## Тренерская карьера
Имеет тренерскую лицензию UEFA Pro. Тренерскую карьеру начал с 1 июля 2006 года, став помощником Генри Фухса — тренера юниорской команды клуба «Рот-Вайсс» в Эрфурте. В сезоне 2007/08 годов был тренером этой команды на Чемпионат Германии по футболу до 19 лет; занимал эту должность до 8 января 2009 года. Всего, как тренер юниорской команды клуба «Рот-Вайсс», он провёл 38 игр. В это время Груев также был успешным играющим тренером клуба «Гарц 04» в Эрфурте.
С 8 января 2009 года по 31 декабря 2010 года был помощником Красимира Балакова — тренера клуба «Черноморец» в Бургасе, входившего в первый дивизион Болгарии; провёл 61 игру. 1 января 2011 года Груев был выбран Лотаром Маттеусом помощником тренера сборной Болгарии; занимал эту должность до 30 июля 2011 года и провёл 4 игры. С 1 августа 2011 по 22 марта 2012 года работал помощником Красимира Балакова — тренера клуба «Хайдук» в Сплите; провёл 21 игру. С 22 марта по 18 мая 2012 года, под руководством всё того же Красимира Балакова, работал помощником тренера клуба «Кайзерслаутерн» и провёл 8 игр.
3 сентября 2012 года Груев получил контракт помощника тренера до конца сезона в клубе «Дуйсбург». Работал под руководством главного тренера Косты Руньяича. Вместе они вывели клуб, находившийся под угрозой вылета, на одиннадцатое место в таблице. Груев занимал свой пост до 23 сентября 2013 года и провёл 12 игр.
24 сентября 2013 года он снова подписал контракт с клубом «Кайзерслаутерн», заняв место помощника тренера Косты Руньяича; провёл 76 игр. Ещё одним помощником тренера был Оливер Шефер. Контракт действовал до июня 2015 года и был продлен. После отставки Руньяича 23 сентября 2015 года Груев должен был взять на себя управление командой совместно с Шефером. Однако он отказался и работал скаутом по имеющемуся у него контракту.
3 ноября 2015 года Груев вернулся в клуб «Дуйсбург» на место помощника тренера. После увольнения главного тренера Джино Леттьери он занял его должность; провёл 112 матчей. Он не смог предотвратить немедленный вылет клуба в 3-ю лигу. Под его руководством в сезоне 2016/17 годов «Дуйсбург» вернулся во второй дивизион Бундеслиги. 1 октября 2018 года клуб расстался с Груевым после первых восьми игр в сезоне без побед.
В мае 2019 года клуб «Вердер» в Бремене объявил о его назначении помощником тренера на сезон 2019/20 годов. Таким образом, Груев стал тренером сына, который, после игр в молодёжной команде клуба, летом 2019 года подписал профессиональный контракт. Груев-старший занимал свою должность с 1 июля 2019 по 31 июля 2020 года, а с 1 августа 2020 по 21 марта 2021 года, он был ответственным за игроков в аренде; всего провёл 40 игр. С 22 марта 2021 по 20 апреля 2022 года работал помощником Франка Крамера — главного тренера клуба «Арминия» в Билефельде; провёл 40 игр.

## Достижения
«Левски»
- Кубок Болгарии (1): 1990/91[англ.].

«Нефтохимик»
- Вице-чемпион Болгарии: 1996/97.
- Кубок ПФЛ[болг.] (2): 1995/96, 1996/97.

## Личная жизнь
Отец футболиста Илии Груева, с 2023 года выступающего с позиции центрального защитника за британский клуб «Лидс Юнайтед»; он также входит в состав сборной Болгарии по футболу. Груев-старший имеет болгарское и германское гражданство.